# Gelede Tram Lang

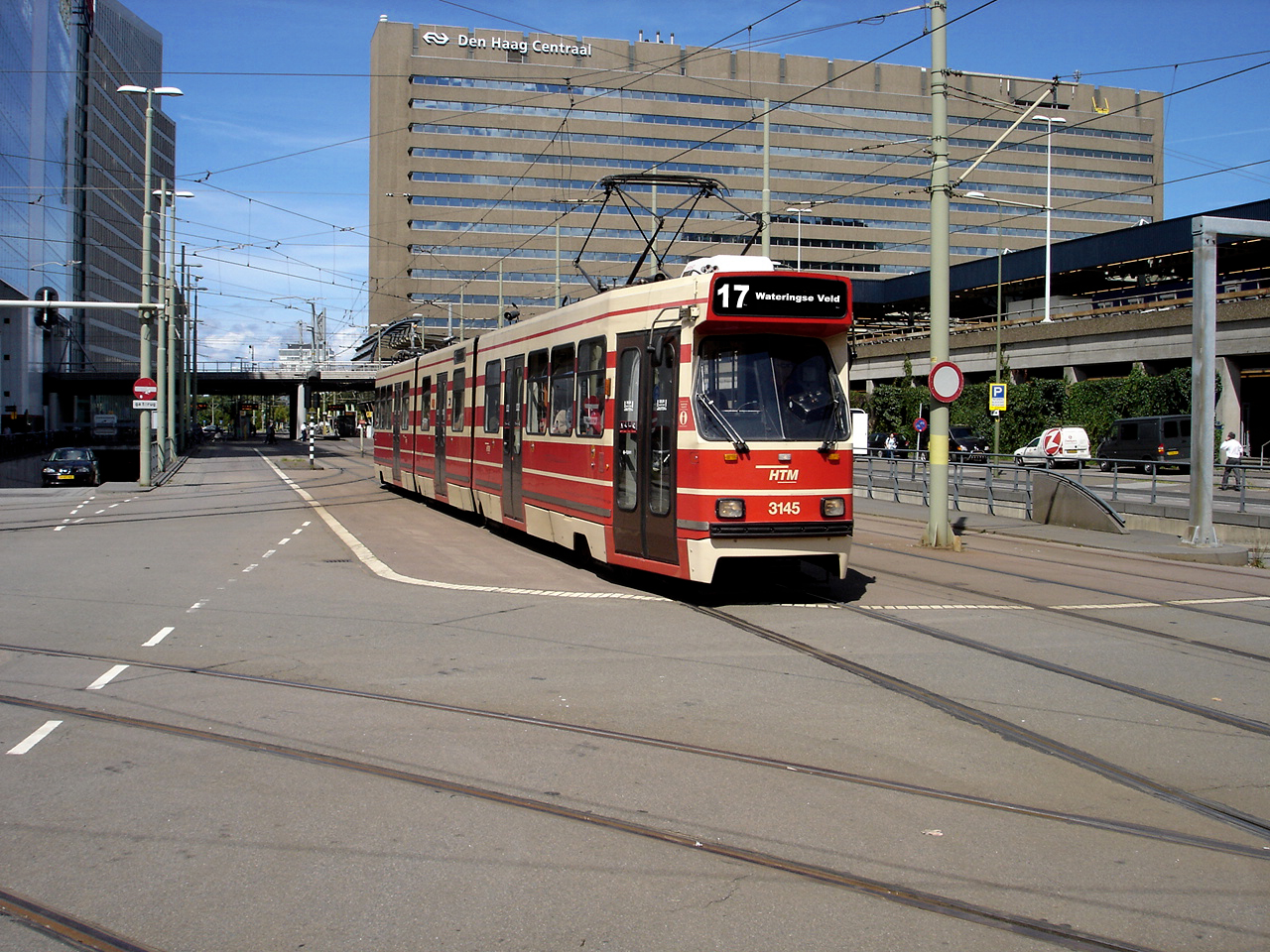
Tramwaj nr 3148 pochodzący z drugiej serii produkcyjnej, sierpień 2007

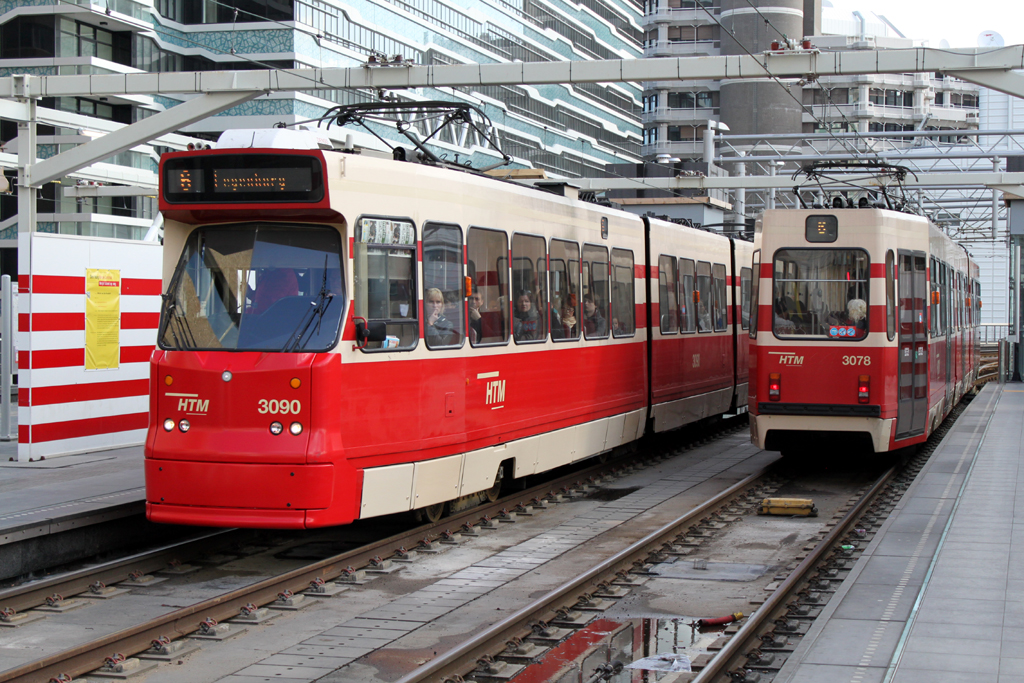
Zmodernizowany tramwaj o numerze 3090, kwiecień 2012

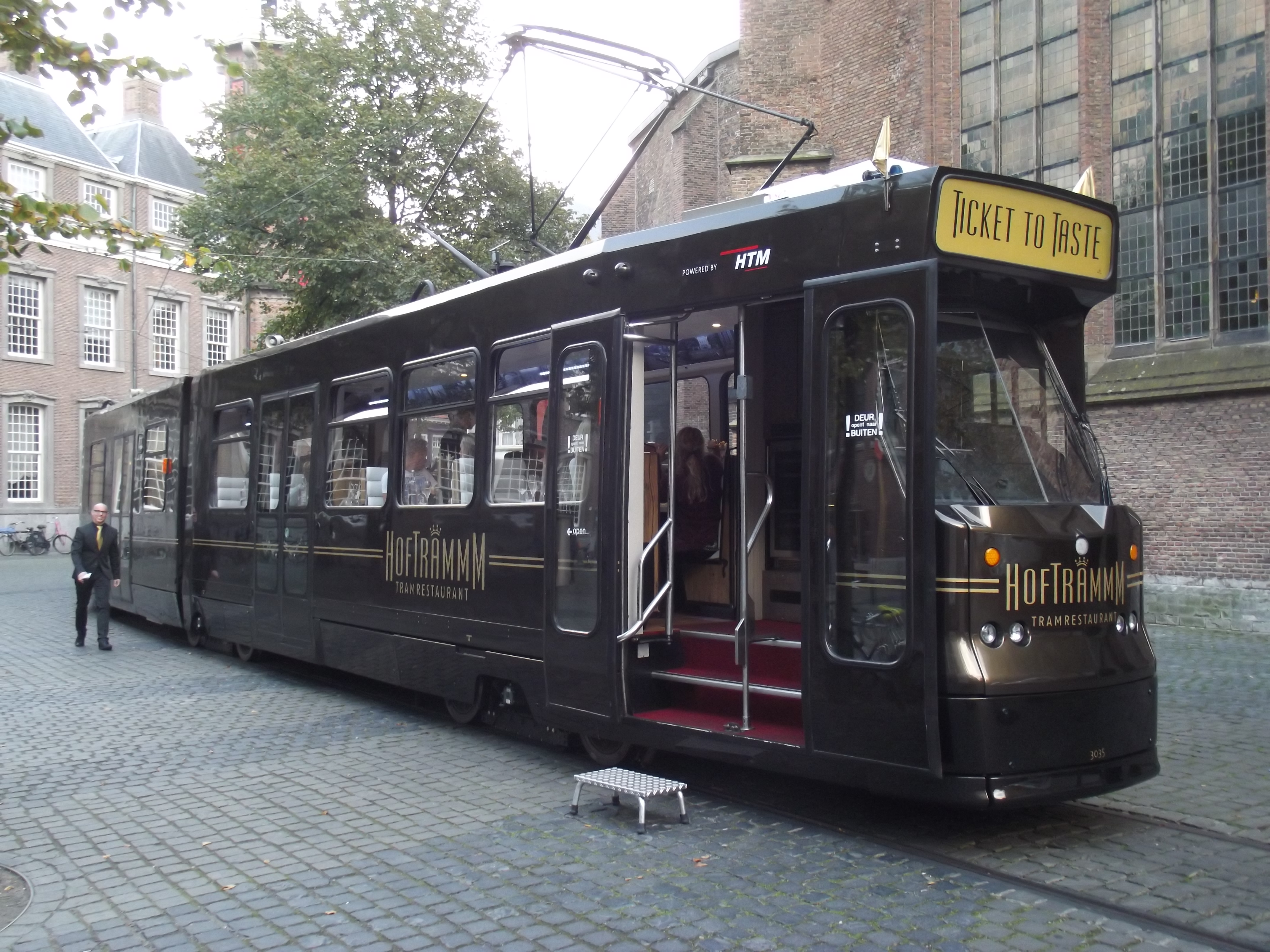
Restauracja Hoftrammm w przebudowanym tramwaju nr 3138, wrzesień 2014

Gelede Tram Lang – typ ośmioosiowego wagonu tramwajowego eksploatowanego w Hadze przez przewoźnika HTM.

## GTL8
Cyfra w oznaczeniu GTL8 odnosi się do liczby osi wagonu, których jest 8; każda oś napędzana jest własnym silnikiem o mocy 45 kW. Silniki dla tramwajów wyprodukowała firma ACEC (obecnie Alstom). Wyposażenie elektryczne dostarczył zakład HOLEC (dziś Alstom). Tramwaje typu GTL (seria 3000) miały długość równą 28,6 metrów, co czyniło je najdłuższymi tramwajami eksploatowanymi w Holandii w latach 70. XX wieku.

### GT8L-I
W latach 1981–1984 w zakładach La Brugeoise et Nivelles (obecnie Bombardier) wyprodukowano serię 100 przegubowych tramwajów (typ GTL8) dla haskiego przewoźnika HTM.
Początkowo zamierzano zakupić 65 egzemplarzy typu GTL (wagony nr 3001-3065). Miały one zastąpić starsze tramwaje typu PCC o numerach taborowych 1003-1024, wyprodukowane w 1952 r. Co więcej planowano przebudować wagony typu PCC o numerach 1301-1340 i 2101-2130 na przegubowe. Ostatecznie, zamiast stosunkowo drogiej przebudowy wagonów o numerach 1300/2100, zdecydowano o zamówieniu 35 tramwajów typu GTL. 100 egzemplarzy GTL dostarczonych zostało koleją do Hagi. 
Wraz ze wprowadzeniem do służby liniowej wagonów o numerach 3001-3100 zrezygnowano z dotychczasowego malowania taboru. Nowe tramwaje serii GTL otrzymały barwy kremowo-czerwone. Wyżej wymieniony schemat malowania dostosowano do barw autobusów typu DAF/Hainje CSA-II, których eksploatację rozpoczęto w latach 1984–1988.

### GT8L-II
Na początku lat 90. XX wieku kursujące jeszcze tramwaje typu PCC serii 1300/2100 wymagały remontu. Przedsiębiorstwo HTM postanowiło nie przeprowadzać żadnych modernizacji wspomnianych wagonów: za korzystniejsze pod względem ekonomicznym uznano wycofanie z ruchu tramwajów PCC i zakup nowych tramwajów serii GTL. Jednymi z powodów, dla których zdecydowano się wycofać z ruchu wagony serii PCC, były problemy z eksploatacją tych tramwajów w trakcji ukrotnionej oraz częste wandalizmy w drugich wagonach składów.
W 1990 roku zdecydowano się na zakup 37 nowych tramwajów. W 1991 roku zamówiono kolejne dziesięć egzemplarzy typu GTL. Nowe wagony dostarczono do Hagi ciężarówkami na przełomie lat 1992–1993.
W porównaniu z tramwajami GTL o numeracji 3000–3099, w wagonach drugiej serii zamontowano drzwi odskokowe zamiast harmonijkowych oraz przyciski otwierania drzwi przez pasażerów. Ponadto przetwornicę wirową zastąpiono znacznie ciszej pracującą przetwornicą statyczną. Główną różnicą w wyglądzie zewnętrznym był nowy schemat malowania: dotychczasowe barwy kremowo-czerwone zastąpiono malowaniem niebiesko-biało-żółtym.

## Wybrane modyfikacje
- Na początku lat 90. XX wieku w wagonach pierwszej serii ciemnobrązową tapicerkę ze skóry zastąpiono czerwoną tapicerką ze sztucznej skóry.
- Około 1996 r. niebieska tapicerka siedzeń w wagonach drugiej serii zastąpiono niebieską tapicerką ze sztucznej skóry.
- Od 2001 r. wagony drugiej serii lakierowano w barwy kremowo-czerwone.
- Od 2004 r. w wagonach pierwszej serii montowano w miejsce drzwi harmonijkowych nowe drzwi odskokowe.
- W grudniu 2006 r. wagon nr 3116 otrzymał elektroniczne wyświetlacze.
- W dniu 7 czerwca 2011 r. zaprezentowano mediom zmodernizowany wagon nr 3080. W ramach modernizacji tramwaj otrzymał m.in. nową ścianę przednią.
- W latach 2011–2012 wyremontowano 50 wagonów: każdy egzemplarz otrzymał nowa ścianę przednią i nowe światła.
- 31 października 2012 r. zaprezentowano zmodernizowany tramwaj GTL8 nr 3129. W trakcie modernizacji odświeżono malowanie nadwozia, wymieniono tapicerkę, okna i wykładzinę podłogi. Tramwaj otrzymał także nową ścianę przednią.
- W latach 2012–2015 47 wagonów drugiej serii przeszło gruntowny remont poszycia oraz wnętrza. Zamontowano m.in. nowe okna oraz wymieniono tapicerkę siedzeń. Ponadto tramwaj otrzymał nową podłogę. Pantografy nożycowe zastąpiono połówkowymi. Wymieniono również ściany przednie.

## Wycofanie z eksploatacji
Pod koniec października 2011 r. wycofano z eksploatacji wagony nr 3003, 3007 i 3051. W lipcu 2013 roku kursowanie zakończyły wagony nr 3018, 3020, 3023, 3029, 3030, 3036, 3039, 3040, 3041 i 3096. Pod koniec sierpnia 2013 r. tramwaje o numerach 3005, 3027, 3031 i 3034 zakończyły służbę liniową.
W 2013 roku tramwaj nr 3035 przebudowano na wagon restauracyjny, któremu nadano nazwę „Hoftrammm”.
W lipcu 2014 r. wagon 3081 uczestniczył w kolizji. Pod koniec października 2015 roku odstawiono wagony nr 3006, 3012, 3016, 3021, 3026, 3032 i 3055 zostały przewiezione do magazynu, w listopadzie 2015 r. tramwaje nr 3018, 3022, 3028, 3033 i 3046, a w lutym 2016 r. wagony o numerach 3004 i 3037.
Odstawione wagony zezłomowano, a niektóre sprawne części wymontowano i wykorzystano przy naprawach kursujących jeszcze egzemplarzy.
Przed wprowadzeniem do eksploatacji pierwszego tramwaju typu Siemens Combino Plus, pod koniec 2015 roku kursowały jeszcze 74 wagony GTL pierwszej serii. Wśród nich były tramwaje z oryginalną ścianą przednią (3001, 3002, 3004, 3008, 3010, 3012-3015, 3017, 3019-3022, 3025, 3026, 3028, 3033, 3037, 3038, 3042, 3046, 3047 i 3049), które wycofywano stopniowo z eksploatacji wraz z dostawami tramwajów Siemens Combino Plus. We wrześniu 2016 r. miał miejsce ostatni liniowy kurs tramwaju bez zmodernizowanego czoła. Pozostające w ruchu tramwaje GTL z nowymi czołami mają od 32 do 34 lat.
We wrześniu 2016 roku wagony nr 3001, 3002, 3008, 3010, 3013, 3014, 3015, 3017, 3019, 3025, 3038, 3042, 3043, 3047 i 3049 stały się tramwajami rezerwowymi. Dodatkowo w ruchu pozostawało pięć wagonów: 3009, 3011, 3024, 3044 i 3035 (Hoftrammm).
1 stycznia 2017 r. w zasobach haskiego przewoźnika znajdowało się 116 tramwajów GTL, przy czym 96 sprawnych egzemplarzy obsługiwało linie nr 1, 6, 12, 15, 16 i 59.
W styczniu 2017 r. rozpoczęto złomowanie tramwajów nr 3005, 3006, 3012, 3016, 3021, 3022, 3023, 3026, 3031, 3033, 3055 i 3081.
Od 3 kwietnia 2017 r. tramwaje GTL obsługują linie o numerach 1, 6, 12 oraz 16.

## Zdjęcia

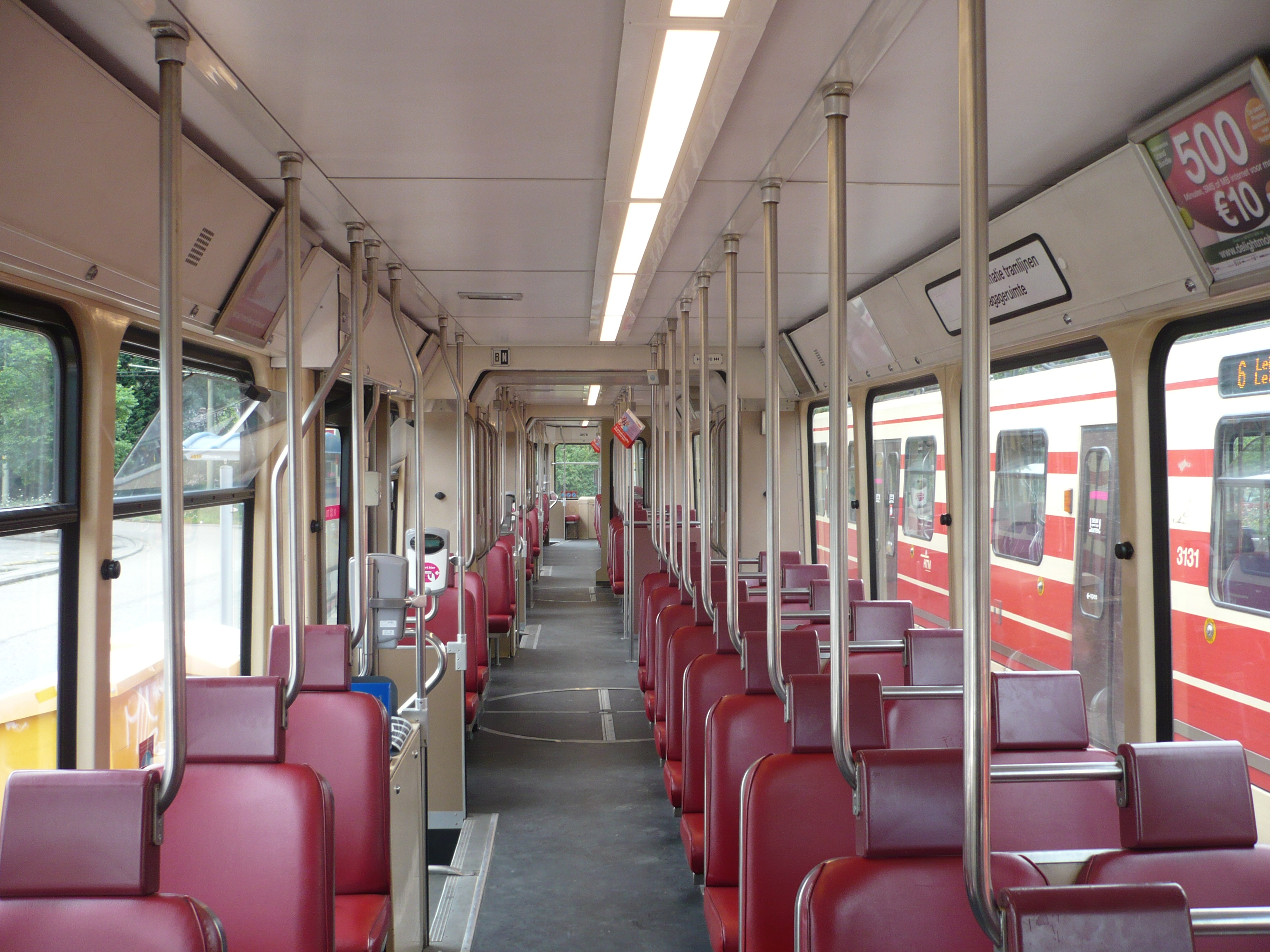
Wnętrze tramwaju GTL8
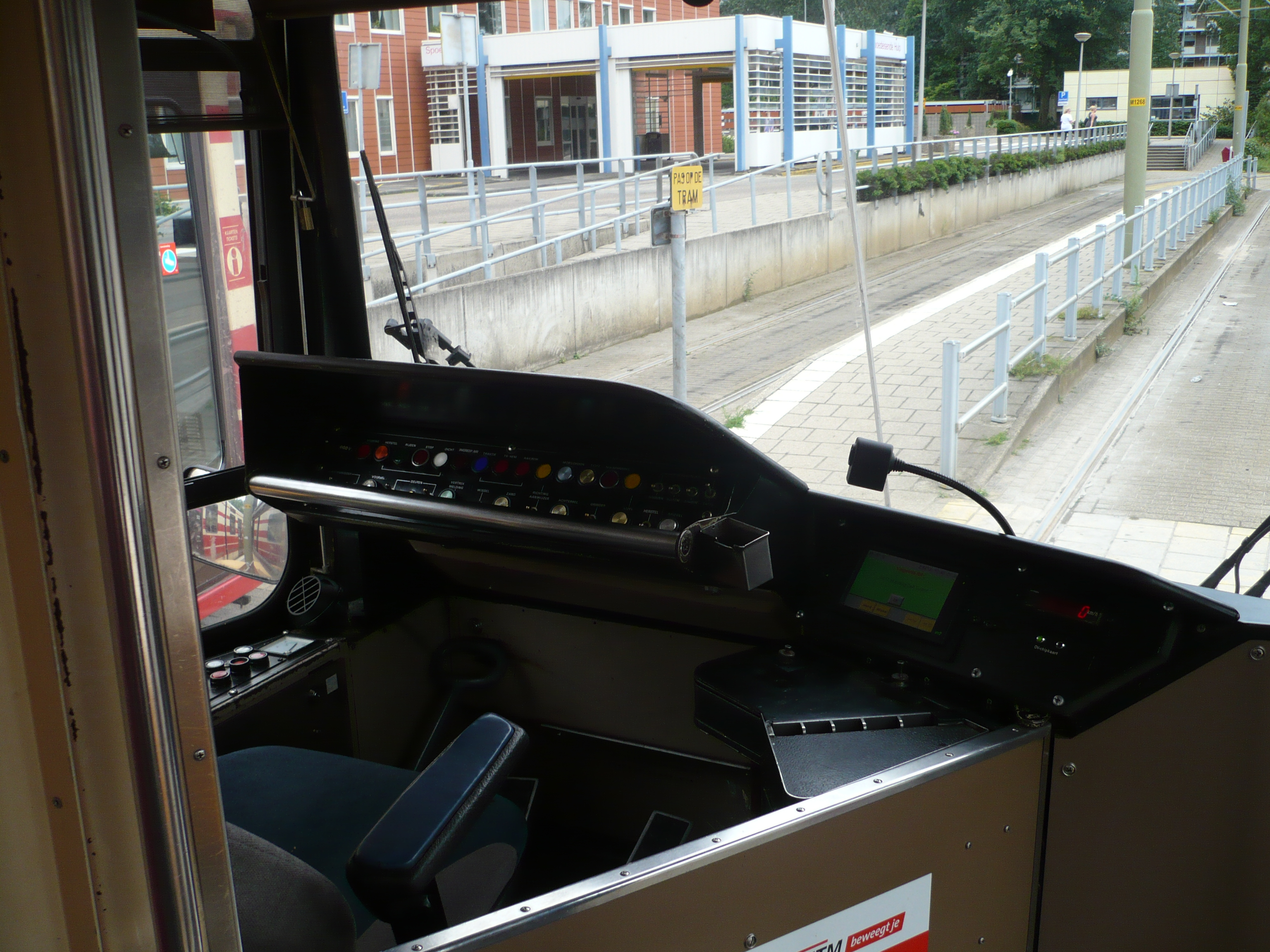
Pulpit sterowniczy
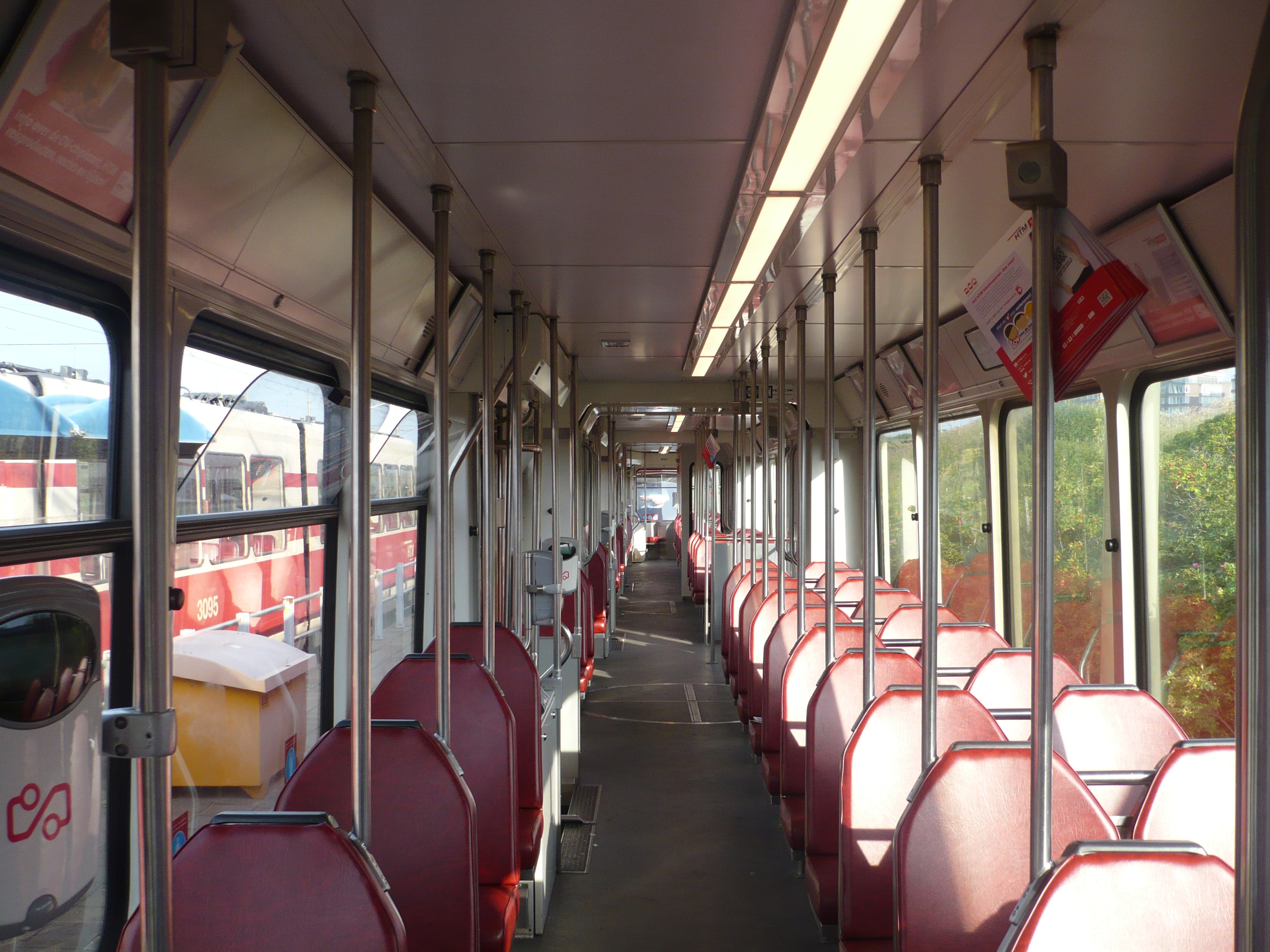
Wnętrze tramwaju GTL8 po modernizacji
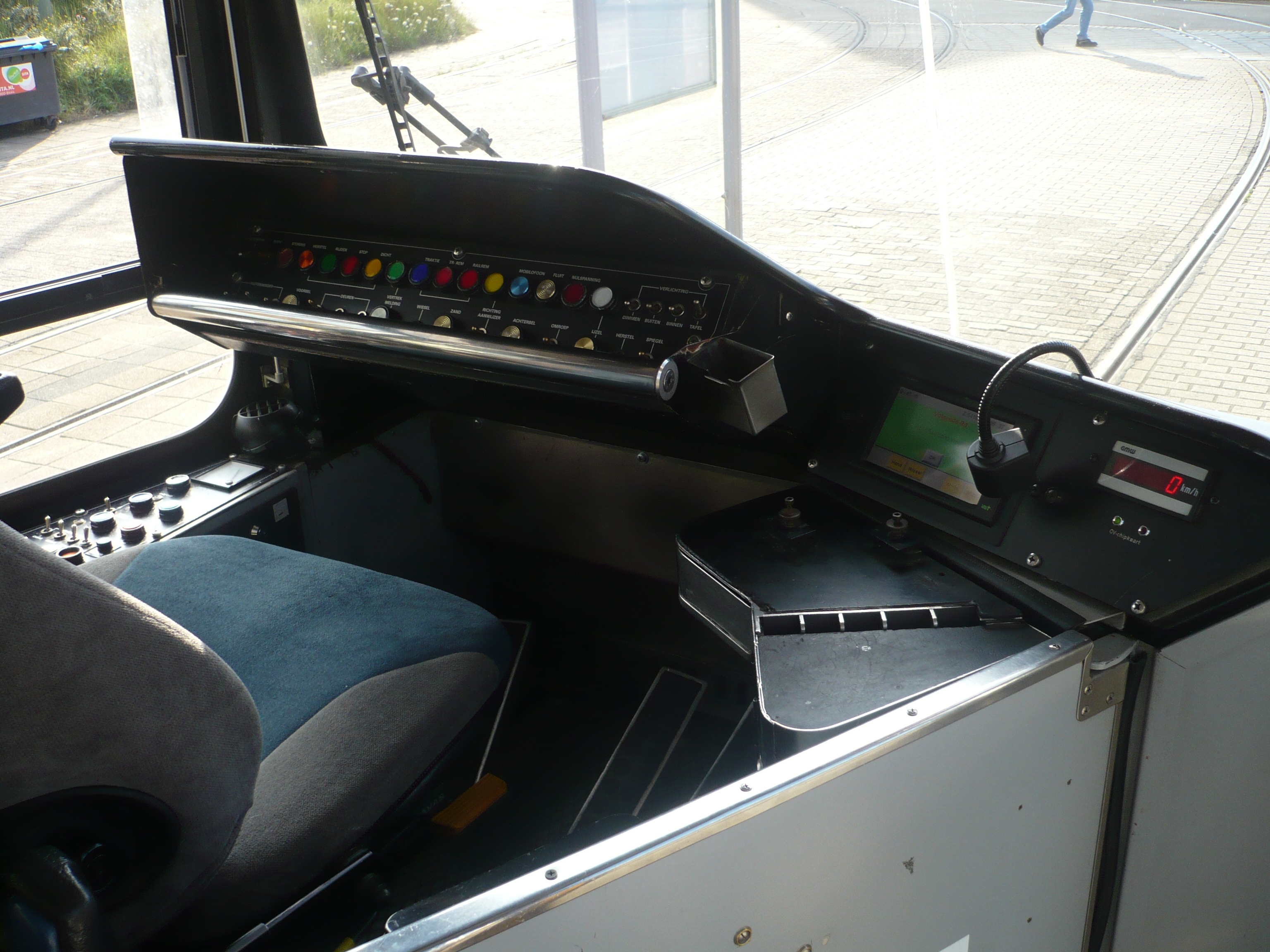
Pulpit sterowniczy po modernizacji